# Liste der Straßennamen von Werbach

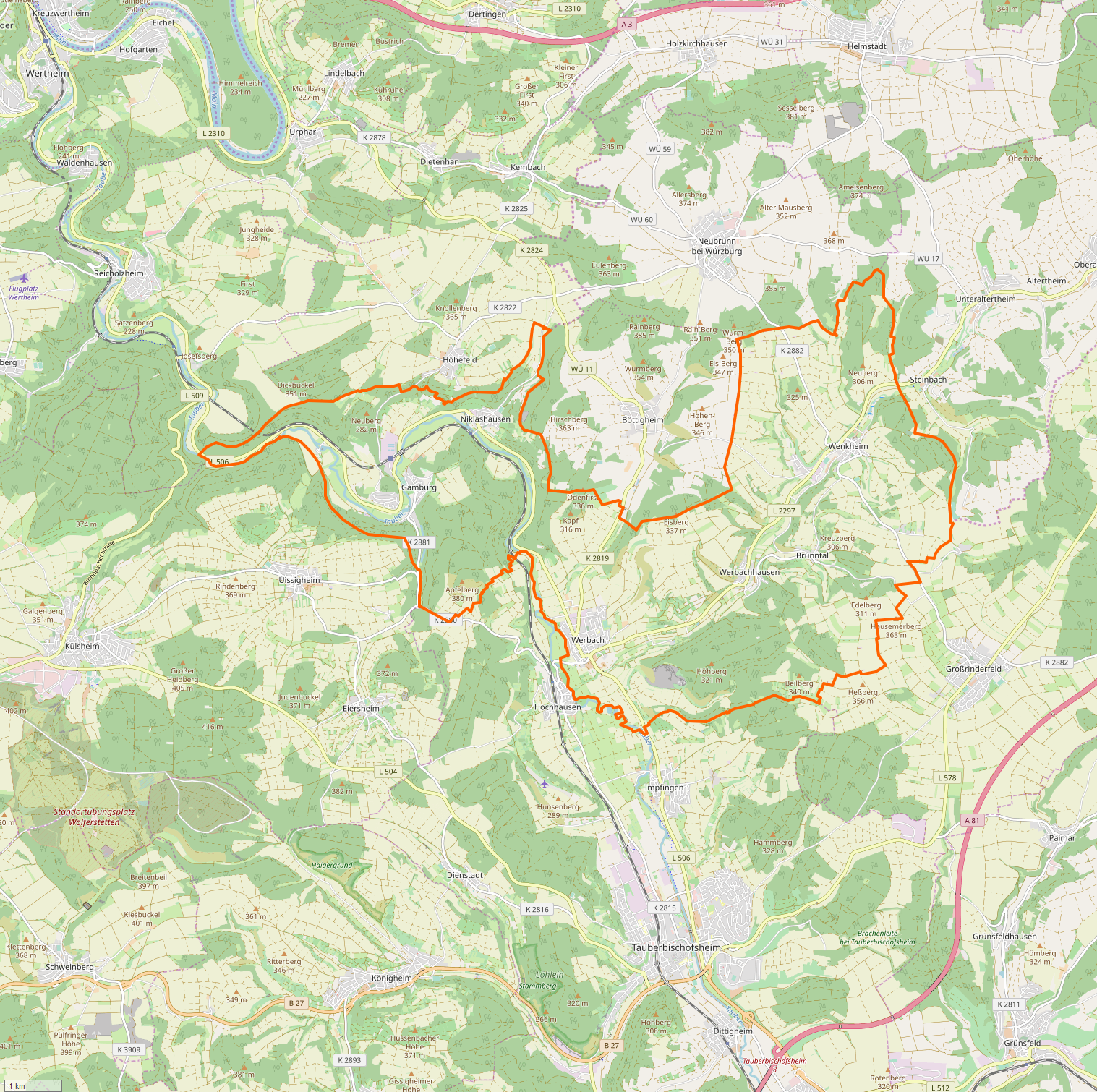
Gemarkung und Lage der Gemeinde Werbach

Wappen der Gemeinde Werbach

Diese Liste der Straßennamen von Werbach zeigt die Namen der aktuellen und historischen Straßen, Gassen, Wege und Plätze der Gemeinde Werbach und deren Ortsteile (Brunntal, Gamburg, Niklashausen, Wenkheim und Werbachhausen) sowie deren Namensherkunft, Namensgeber oder Bedeutung, sofern bekannt.
Der Artikel ist Teil der übergeordneten Liste der Straßennamen im Main-Tauber-Kreis. Die Liste erhebt keinen Anspruch auf Vollständigkeit.
| Rad- und Wanderwege – Einzelnachweise – Weblinks |

## A
- Altekirchen – im Ortsteil Gamburg
- Altenberg – im Ortsteil Werbachhausen
- Altenbühl – im Ortsteil Wenkheim
- Am Bildstock
- Am Hohlenweg
- Am Kettenbronnen – im Ortsteil Gamburg
- Am Kutschenberg – im Ortsteil Wenkheim
- Am Pfädle
- Am Pfarrgarten
- Am Sand – im Ortsteil Gamburg
- Am Schreinersbild
- Am Stickel – im Ortsteil Werbachhausen
- Am Zellenrain – im Ortsteil Wenkheim
- Amberger Weg
- An den Keltengräbern
- An der Brunnenmühle
- Andreas-Kneucker-Straße
- Anton-Hofmann-Allee – im Ortsteil Gamburg, benannt nach Anton Hofmann († 2015), Unternehmer aus dem Ortsteil Niklashausen, gründete 1945 die Firma Hofmann Naturstein im Ortsteil Niklashausen, seit 1991 mit einer Unternehmenszentrale im Ortsteil Gamburg, heute ein international tätiger Anbieter und Marktführer für Natursteinfassaden, Firmenerweiterungen im In- und Ausland in den 1970er und 1990er Jahren.[2][3]
- Aubweg – im Ortsteil Wenkheim

## B
- Bachstraße
- Badstraße – im Ortsteil Wenkheim am Welzbachbad
- Bahnhofstraße – am Wohnplatz Bahnstation Gamburg beim Bahnhof Gamburg auf der Gemarkung des Ortsteils Gamburg
- Bergstraße – im Ortsteil Niklashausen
- Blauer Rain – am Werbacher Wohnplatz Blauer Rain
- Böttigheimer Straße
- Breite Straße
- Brückenstraße – im Ortsteil Gamburg
- Brunntaler Straße – im Ortsteil Werbachhausen in Richtung des Ortsteils Brunntal
- Burgweg – im Ortsteil Gamburg vom Taubertal hinauf zur Burg Gamburg

## D
- Denkmalweg
- Dr.-Kern-Straße – im Ortsteil Niklashausen

## E
- Ehrmannstraße

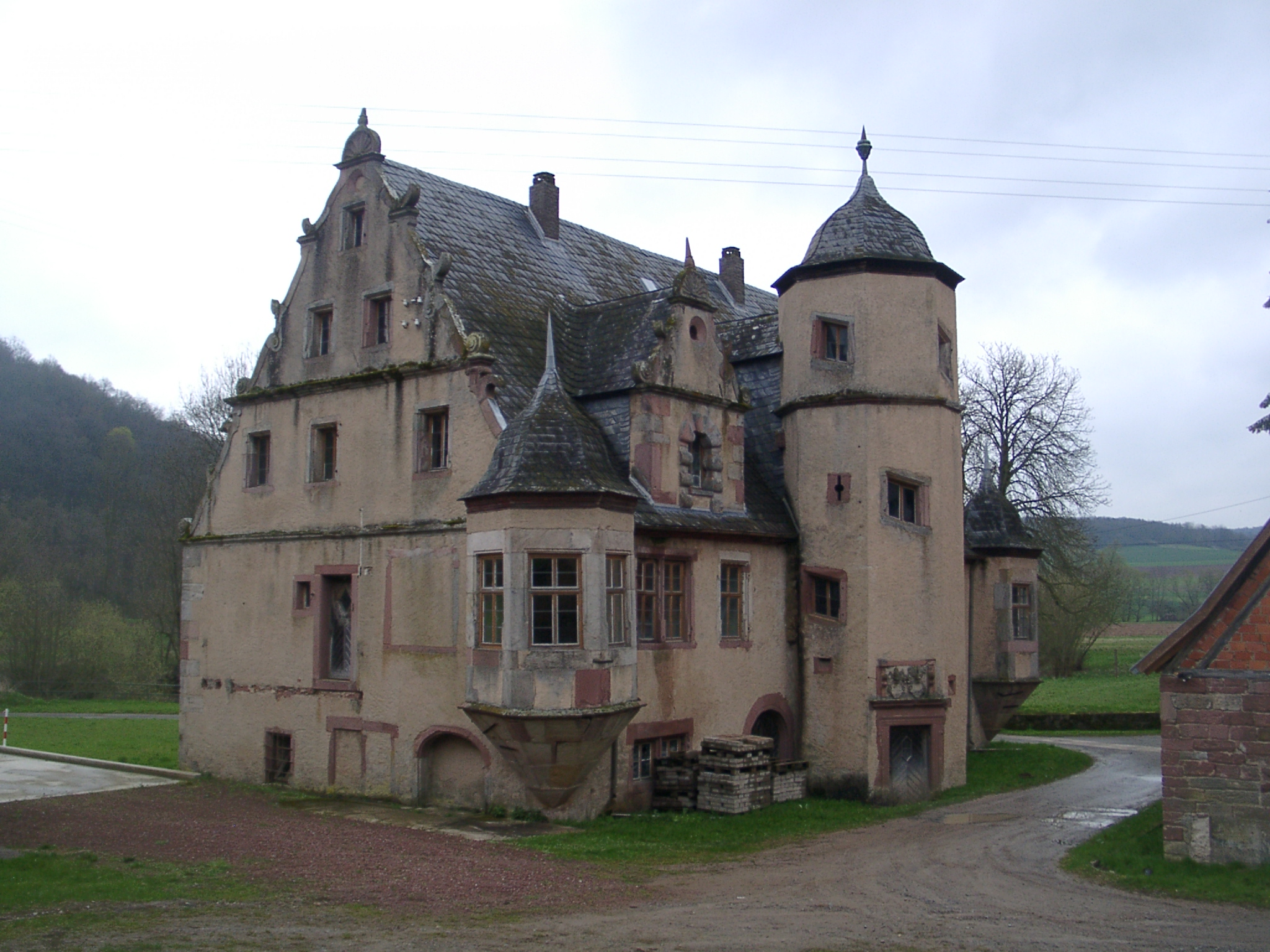
Die Eulschirbenmühle,
Eulschirben 2

- Eulschirben – im gleichnamigen Wohnplatz Eulschirben mit der Eulschirbenmühle auf der Gemarkung des Ortsteils Gamburg

## F
- Fabrikweg – am Wohnplatz Möbelfabrik auf der Gemarkung des Ortsteils Gamburg
- Fasanenweg – im Ortsteil Wenkheim
- Fliederstraße – im Ortsteil Gamburg
- Frankenstraße – im Ortsteil Wenkheim (Trug von April 1933 an bis Kriegsende den Namen Adolf-Hitler-Straße)[4]
- Franz-Flegler-Weg – im Ortsteil Niklashausen
- Freischlagstraße
- Friedhofstraße
- Friedleinstraße
- Furtackerweg
- Furtenackerweg

## G
- Gartenweg
- Gauweg – im Ortsteil Wenkheim
- Göbelstraße – im Ortsteil Wenkheim
- Grabenweg

## H
- Hans-Schmidt-Straße – im Ortsteil Niklashausen
- Hauptstraße
- Helmentalweg – im Ortsteil Werbachhausen, führt unter anderem zum Naturschutzgebiet Helmental-Kleinleiden
- Herrenstraße – im Ortsteil Wenkheim
- Hindenburgstraße – im Ortsteil Wenkheim
- Hintere Straße
- Hochhäuser Straße
- Höhefelder Weg – im Ortsteil Gamburg in Richtung des Wertheimer Ortschaft Höhefeld
- Höhenstraße – im Ortsteil Brunntal
- Hoher Stein
- Hohlweg – im Ortsteil Gamburg

## I
- Im Wiesengrund – im Ortsteil Brunntal
- In der Au – im Ortsteil Werbachhausen
- In der Strut

## K
- K 2817 – in den Ortsteilen Werbachhausen und Brunntal
- K 2819 – im Ortsteil Werbach
- K 2880 – im Ortsteil Werbach
- K 2881 – im Ortsteil Gamburg
- K 2882 – im Ortsteil Wenkheim und dem Wohnplatz Siedlung Mehlen auf dessen Gemarkung
- Kapellenweg
- Kirchgasse – im Ortsteil Niklashausen an der evangelischen Kirche
- Kirchstraße – im Ortsteil Gamburg
- Kiryweg
- Klingenstraße – im Ortsteil Werbachhausen
- Körnersgasse – im Ortsteil Werbachhausen
- Kreuzbergstraße – im Ortsteil Brunntal

## L

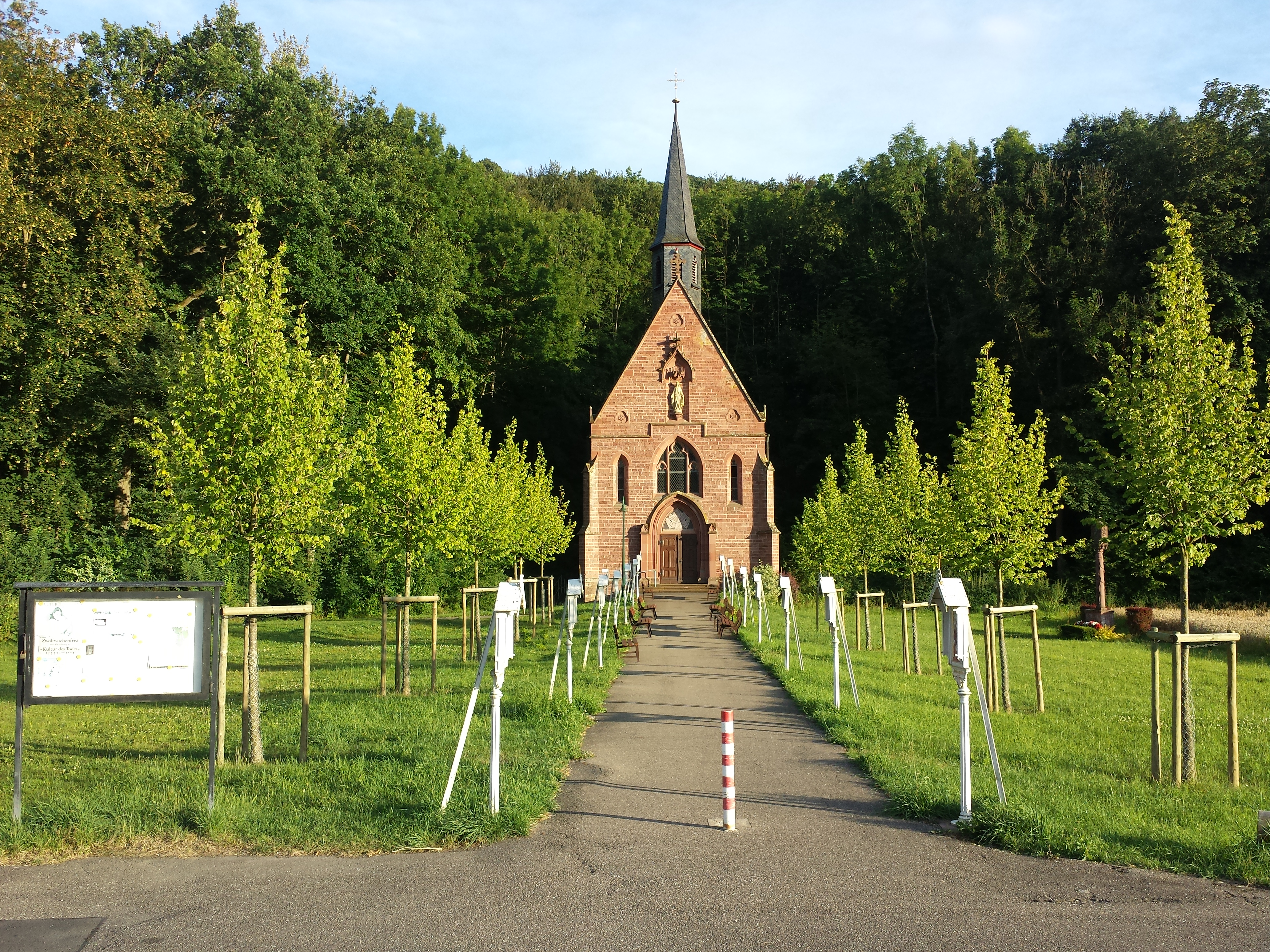
Die Liebfrauenbrunnkapelle,
Liebfrauenbrunnstraße

- L 506 – in den Ortsteilen Gamburg, Niklashausen und Werbach
- L 2297 – in den Ortsteilen Werbach, Werbachhausen und Wenkheim
- Lehmgrubenstraße – im Ortsteil Werbachhausen
- Leidenweg – im Ortsteil Werbachhausen
- Liebfrauenbrunnstraße – zwischen Werbach und Werbachhausen an der Wallfahrtskapelle Liebfrauenbrunn
- Lindenstraße – im Ortsteil Wenkheim
- Lindhelle – am Wohnplatz Lindhelle auf der Gemarkung des Ortsteils Gamburg
- Lochstraße – im Ortsteil Wenkheim

## M
- Maisenbachstraße – im Ortsteil Gamburg im Maisenbachtal
- Margarethen-Weg – im Ortsteil Niklashausen
- Marktplatz
- Martin-Luther-Straße –  im Ortsteil Niklashausen an der evangelischen Kirche, benannt nach Martin Luther
- Mühleck – im Ortsteil Wenkheim
- Mühlgasse – im Ortsteil Niklashausen

## N
- Neubaustraße – im Ortsteil Werbachhausen
- Neumühle – am Wohnplatz Neumühle auf der Gemarkung des Ortsteils Wenkheim

## O
- Oberes Tor
- Obertorstraße – im Ortsteil Wenkheim
- Ölbergweg – im Ortsteil Gamburg

## P
- Pfarrgasse – im Ortsteil Wenkheim
- Pfeiferstraße – im Ortsteil Niklashausen, benannt nach Hans Böhm (1458–1476), auch bekannt als der Pfeifer von Niklashausen, war Viehhirte, Musikant, Prediger und Initiator der Niklashäuser Wallfahrt von 1476.[5]

## R
- Rathausstraße – im Ortsteil Gamburg
- Rehheckenstraße – im Ortsteil Wenkheim
- Romantische Straße
- Rotes Bild
- Rotweg – im Ortsteil Brunntal
- Ruh-Weg – im Ortsteil Niklashausen

## S
- Schloßweg – im Ortsteil Wenkheim
- Schreinersbild
- Schulstraße – im Ortsteil Gamburg
- Schulzenstraße
- Seemühle – am Wohnplatz Seemühle auf der Gemarkung des Ortsteils Wenkheim
- Siedlung
- Siedlung (Mehlen) – in der Siedlung Mehlen auf der Gemarkung des Ortsteils Wenkheim
- Sommerrain – im Ortsteil Gamburg
- Spielplatzweg – im Ortsteil Gamburg
- Steigflur – im Ortsteil Gamburg
- Steinig – am Werbacher Wohnplatz Steinig
- Stieg
- Sudetenstraße – nach der Vertreibung der Deutschen aus der Tschechoslowakei ließen sich zahlreiche sudetendeutsche Familien in der Region nieder

## T
- Tauberweg – im Ortsteil Gamburg
- Thomas-Buscher-Straße – im Ortsteil Gamburg, benannt nach dem im Ort geborenen Thomas Buscher (1860–1937), ein deutscher Bildhauer und Holzschnitzer des Historismus

## U
- Uissigheimer Straße – im Ortsteil Gamburg in Richtung des Külsheimer Stadtteils Uissigheim
- Unter dem Holz – im Ortsteil Werbachhausen
- Untere Straße
- Unterm Marktplatz

## V
- Von Hund-Weg – im Ortsteil Wenkheim
- Von Stettenberg-Weg – im Ortsteil Niklashausen

## W
- Waldstraße – im Ortsteil Brunntal
- Weidenmühle – am Werbacher Wohnplatz Weidenmühle
- Weinberg – im Ortsteil Niklashausen
- Weinstraße
- Welzbachstraße – im Ortsteil Werbachhausen
- Wenkheimer Straße – im Ortsteil Brunntal in Richtung des Ortsteils Wenkheim
- Wertheimer Straße – im Ortsteil Niklashausen in Richtung Wertheim, Hauptdurchgangsstraße, davor und danach als L 506 bezeichnet
- Wiesenweg
- Winterleitenweg
- Wolfstal
- Würzburger Straße – im Ortsteil Niklashausen in Richtung Würzburg

## Z
- Zieglersgrübe
- Zum Dörnig
- Zum Selgenberg – im Ortsteil Niklashausen

## Rad- und Wanderwege
- Jakobsweg Main-Taubertal
  - Etappe 3: Wertheim – Gamburg (endet im Ortsteil Gamburg)[6]
  - Etappe 4: Gamburg – Tauberbischofsheim (beginnt im Ortsteil Gamburg und führt über die Ortsteile Niklashausen und Werbach)[6]
- Panoramaweg Taubertal – Etappe 4: Tauberbischofsheim – Wertheim (über die Ortsteile Werbach, Niklashausen und Gamburg)[7]
- Radweg Romantische Straße – ein Abschnitt im Taubertal
- Taubertalradweg – an der Tauber, tauberabwärts in den Ortsteilen Werbach, Niklashausen und Gamburg
- Welzbachtalradweg – am Welzbach, welzbachaufwärts in den Ortsteilen Werbach, Werbachhausen und Wenkheim